# کریوچکی
کریوچکی (به لاتین: Kryuchki) یک منطقهٔ مسکونی در روسیه است که در سرزمین آلتای واقع شده‌است.